# Ed Podivinsky
Ed Podivinsky (Toronto, 8 maart 1970) is een Canadees voormalig alpineskiër. Hij nam drie keer deel aan de Olympische Winterspelen en behaalde hierbij een bronzen medaille.

## Carrière
Podivinsky maakte zijn wereldbekerdebuut op 8 maart 1991 tijdens de afdaling in het Amerikaanse Aspen. Op 6 januari 1994 behaalde Podivinsky zijn eerste en enige wereldbekeroverwinning uit zijn carrière dankzij winst op de afdaling in Saalbach. 
In 1994 nam hij deel aan de Olympische Winterspelen in Lillehammer. Podivinsky behaalde de bronzen medaille op de afdaling, achter Olympisch kampioen Tommy Moe en Kjetil André Aamodt. Podivinsky nam ook deel aan de Olympische winterspelen van 1998 en 2002.

## Resultaten

### Wereldkampioenschappen
| Jaar | Plaats                 | Resultaten                |
| ---- | ---------------------- | ------------------------- |
| 1991 | Saalbach-Hinterglemm   | 9e Combinatie             |
| 1993 | Morioka                | 26e Afdaling              |
| 1996 | Sierra Nevada          | 12e Afdaling 33e Super G  |
| 1997 | Sestriere              | 10e Afdaling 34e Super G  |
| 2001 | Sankt Anton am Arlberg | 16e Afdaling DNS1 Super G |

### Olympische Spelen
| Jaar | Plaats         | Resultaten                               |
| ---- | -------------- | ---------------------------------------- |
| 1994 | Lillehammer    | Afdaling · DNF2 Combinatie · DNF Super G |
| 1998 | Nagano         | 5e Afdaling DNF Combinatie DSQ Super G   |
| 2002 | Salt Lake City | 24e Afdaling DNF Combinatie DNF Super G  |

### Wereldbeker
Eindklasseringen
| Seizoen   | Algm | AD  | SG  | SC  |
| --------- | ---- | --- | --- | --- |
| 1990/1991 | 74e  | 29e | -   | -   |
| 1991/1992 | 100e | 35e | -   | -   |
| 1992/1993 | 130e | 52e | -   | -   |
| 1993/1994 | 23e  | 7e  | 40e | 8e  |
| 1994/1995 | 35e  | 19e | 23e | 10e |
| 1995/1996 | 30e  | 16e | 26e | 9e  |
| 1996/1997 | 38e  | 15e | 22e | -   |
| 1997/1998 | 43e  | 26e | 27e | 5e  |
| 1998/1999 | 131e | 55e | -   | -   |
| 1999/2000 | 26e  | 9e  | 48e | 16e |
| 2000/2001 | 127e | 53e | -   | -   |
| 2001/2002 | 126e | 46e | -   | -   |

Wereldbekerzeges (7)
| Datum          | Plaats   | Onderdeel |
| -------------- | -------- | --------- |
| 6 januari 1994 | Saalbach | Afdaling  |